# Édifice des Transports
L'édifice des Transports (anglais : Transportation Building) est une tour de bureaux située à l'intersection de la rue Rideau et de la promenade du Colonel-By à Ottawa. Il s'agit d'un gratte-ciel de style néo-Gothique/école de Chicago. Il a été construit par C. Jackson Booth, fils du baron du bois J. R. Booth en 1916. Il est situé à côté de la gare Union, devenu, le centre de conférences du Gouvernement, et a été nommé édifice des Transports du fait de cette proximité. Quand Ottawa deuxième hôtel de ville a été détruit dans un incendie en 1931, le bâtiment l'a remplacé comme hôtel de ville d'Ottawa. À l'origine de la ville occupée d'une partie du bâtiment, mais finalement il a pris possession de l'ensemble de la structure. La ville l'a quité pour un nouvel hôtel de ville sur l'Île Green en 1958. En 1965, il a été exproprié par le gouvernement fédéral et est devenu la un immeuble de bureaux pour les fonsctionnaire fédéraux. Les niveaux inférieurs de la l'immeuble sont aujourd'hui intégrés dans le centre Rideau.

## Histoire
L'édifice des Transports a été construit en 1916 selon les plans de l'architecte John Albert Ewart (en), pour le compte de Charles Jackson Booth, fils de l'homme d'affaires John Rudolphus Booth. Par son aspect visuel, il est semblable au Prudential (Guaranty) Building (en) à Buffalo, qui a été construit en 1894 et 1895 par Louis Sullivan.
En 1931, à la suite de l'incendie de l'hôtel de ville d'Ottawa sur la rue Elgin, les trois étages niveaux supérieurs ont été loué comme nouvel hôtel de ville. En 1965, l'édifice a été exproprié par la commission de la capitale nationale et a été rénové pour lui servir de bureaux en 1969.
L'édifice des Transports a été désigné comme bien patrimonial par la ville d'Ottawa le 20 février 1980.